# Erik Altorfer
Erik Altorfer (* 1966 in Winterthur) ist ein Schweizer Regisseur und Dramaturg für Theater und Hörspiel.

## Leben
Erik Altorfer studierte Germanistik und Anglistik an der Universität Zürich. Nach ersten Theaterarbeiten in der freien Szene in London arbeitete er als Regieassistent (u. a. für Peter Palitzsch) am Schauspielhaus Zürich. Er war Gründungsmitglied des Zürcher Kunstperformance-Kollektivs Gruppe Engel (1996–1998).
Seit 1997 ist Altorfer als freischaffender Regisseur und Dramaturg tätig, u. a. am Staatstheater Braunschweig, Schauspielhaus Graz, Thalia Theater Hamburg, Stadttheater Bern, Schauspielhaus Zürich und Theater Neumarkt. Von 2000 bis 2002 und 2003–2014 war er Künstlerischer Leiter des Autorenförderprojekts Dramenprozessor. Seit 2001 ist Altorfer als Hörspielregisseur (u. a. mit dem Komponisten Martin Schütz) für Deutschlandfunk Kultur, WDR und Radio SRF 2 Kultur tätig. Er konzipierte internationale Autorenprojekte am Schauspielhaus Zürich, am Steirischen Herbst in Graz, am Stadttheater Bern und für die argentinischen Unabhängigkeitsfeiern (Bicentenario) in Buenos Aires. Altorfer leitete Schreibworkshops in Ägypten, Bahrain, Belarus, Bolivien und im Libanon. 2006–2015 war er Mitglied der Theaterkommission der Stadt Zürich.
Seit 2014 ist er Theaterexperte für Pro Helvetia in Kairo.
Seit 2015 leitet er zusammen mit dem Autor Mudar Alhaggi Schreib-Theater-Projekte.
Ab 2021 Hörspielprojekte in Uganda, Kenia und Ruanda.
Erik Altorfer unterrichtet an der Zürcher Hochschule der Künste (ZHdK) und an der Pädagogischen Hochschule Zürich (PHZH).

## Theater (Auswahl)
- 1997: Bartsch, Kindermörder von Oliver Reese. Schauspielhaus Zürich. (Regie)
- 1998: Station Engel III von Gruppe Engel. (Co-Leitung)
- 1999: Das Jagdgewehr von Yasushi Inoue. Luzerner Theater. (Regie)
- 2001: Der Geliebte der Mutter von Urs Widmer. Schauspielhaus Zürich. (Regie)
- 2001: Schnee im April von Sabine Harbeke. Theater Neumarkt. (Dramaturgie)
- 2004: 69 von Igor Bauersima. Staatstheater Braunschweig. (Regie)
- 2004: und jetzt / and now von Sabine Harbeke. Thalia Theater, Hamburg. (Dramaturgie)
- 2005: Zwanzig Minuten (international) u. a. von Arne Lygre, Brüder Presnjakow (Oleg und Wladimir), Milena Marković, Enda Walsh. Schauspielhaus Zürich. (Dramaturgie)
- 2006: Der Bus von Lukas Bärfuss. Staatstheater Braunschweig. (Regie)
- 2008: Kaltes Land von Reto Finger. Stadttheater Bern. (Regie)
- 2008: Die Stadt von Martin Crimp. Stadttheater Bern. (Regie)
- 2008: Welt retten / Saving the World von Ivana Sajko, Lola Arias, Johannes Schrettle, Lukas Bärfuss. Steirischer Herbst. (Dramaturgie)[9]
- 2008: Der Fremde ist nur in der Fremde fremd u. a. von Händl Klaus, Enda Walsh, Olivier Chiacchiari, Pedro Lenz. Stadttheater Bern. (Dramaturgie)
- 2009: Verlorene Paradiese u. a. von Gerhild Steinbuch, Lola Arias, Ivana Sajko, Rebekka Kricheldorf. Stadttheater Bern. (Dramaturgie)
- 2010: Meiler, Hauben und Globen von diversen Autoren. Stadttheater Bern. (Dramaturgie)
- 2010: Dramaturgias Cruzadas u. a. von Rafael Spregelburd, Paco Bezerra, Rebekka Kricheldorf, Romina Paula, Philipp Löhle. Espacio Callejón / Goethe-Institut Buenos Aires. (Dramaturgie)[10]
- 2011: In meinem Hals steckt eine Weltkugel von Gerhard Meister. Stadttheater Bremerhaven. (Regie)
- 2011: Fundament von Jan Neumann. Stadttheater Bremerhaven. (Regie)
- 2013: Waisen von Dennis Kelly. Stadttheater Bremerhaven. (Regie)
- 2015: Future Stages von diversen Autoren. Beirut. (Co-Leitung)
- 2016: Dantons Tod von Georg Büchner. Luzerner Theater. (Dramaturgie)
- 2016: Essen Zahlen Sterben von Dominik Busch, Michael Fehr, Ariane Koch (Dramaturgie)
- 2016: Our Stories von diversen Autoren. Schauspielhaus Graz. (Co-Leitung)
- 2016: Our Voice / Our Hope von diversen Autoren. Schauspielhaus Zürich. (Co-Leitung)[11]
- 2017: Our Eyes von diversen Autoren. Schauspielhaus Graz. (Co-Leitung)[12]
- 2023: The Long Shadow of Alois Brunner von Mudar Alhaggi. euro-scene Leipzig, Theater an der Ruhr. (Co-Dramaturgie)

## Hörspiel
- 2001: Feed Me von Mark Ravenhill, DRS 2. (Regie)
- 2002: Bedbound von Enda Walsh, DRS 2. (Regie)
- 2003: Jemand schreit in unseren Rosen von Lukas Bärfuss, DRS 2. (Regie)
- 2005: Mainstream von Suspect Culture / David Greig DRS 2. (Regie)
- 2006: Dunkel lockende Welt von Händl Klaus, DRS 2. (Regie)
- 2006: Ein bisschen Ruhe vor dem Sturm von Theresia Walser, DRS 2. (Regie)
- 2007: Monolog braucht Bühne von Rosa Pock, DRS 2. (Regie)
- 2007: Sowie weitere Verstösse gegen die Weltordnung von Gerhard Meister, DRS 2. (Regie)
- 2008: That Night Follows Day / Dass die Nacht dem Tag folgt von Tim Etchells, Deutschlandradio Kultur. (Regie)
- 2009: Naturkunde für Altweltaffen von Gerhard Meister, DRS 2. (Regie)
- 2010: Marderin im Dirndl von Händl Klaus, DRS 2. (Regie)
- 2012: In meinem Hals steckt eine Weltkugel von Gerhard Meister, DRS 2. (Regie)[13] (Hörbuch: Der gesunde Menschenversand, Luzern 2013, ISBN 978-3-905825-74-9)
- 2012: Das sind nicht wir, das ist nur Glas von Ivana Sajko, WDR. (Regie)
- 2013: Eine Schneise von Händl Klaus, WDR. (Regie) (Hörbuch: Der gesunde Menschenversand, Luzern 2016, ISBN 978-3-03853-027-5)[14]
- 2014: Von den Beinen zu kurz von Katja Brunner, WDR. (Regie) (Hörbuch: Der gesunde Menschenversand, Luzern 2015, ISBN 978-3-03853-007-7)
- 2014: Im bewohnten Teil der Schädelhöhle von Gerhard Meister, Radio SRF 2 Kultur. (Regie)
- 2015: Although We Fell Short / Auch wenn wir gescheitert sind von Tim Etchells, Deutschlandradio Kultur. (Regie)
- 2017: Geister sind auch nur Menschen von Katja Brunner, Radio SRF 2 Kultur. (Regie) (Hörbuch: Der gesunde Menschenversand, Luzern 2018, ISBN 978-3-03853-088-6)
- 2017: Barsach von Mudar Alhaggi, Deutschlandradio Kultur. (Regie)
- 2019: Die Toten haben zu tun اﻟﻣوﺗﻰ ﻣﺷﻐوﻟون von Mudar Alhaggi, Wael Kadour, Deutschlandfunk. (Regie)
- 2019: Sounds Like a Whisper, Theatre is a must, Alexandria. (Künstlerische Leitung)
- 2020: Der Platz, von Annie Ernaux in der Übersetzung von Sonja Finck, Hessischer Rundfunk, mit Stephanie Eidt. (Bearbeitung und Regie)[15][16]
- 2021: Das große Heft, von Agota Kristof in der Übersetzung von Eva Moldenhauer, Deutschlandfunk, Hessischer Rundfunk, Schweizer Radio und Fernsehen, mit Libgart Schwarz, Kristof Van Boven. (Bearbeitung und Regie)
- 2021: Sounds Like a Whisper - Second Edition, Hewar Theatre, Alexandria. (Künstlerische Leitung)
- 2022: Il bambino lucertola, von Vincenzo Todisco, RSI / Rete Due, mit Jasmin Mattei, Anahì Traversi, Massimiliano Zampetti. (Bearbeitung und Regie)[17]
- 2022: Welcher Art die Wärme ist, von Carmine Andreotti, Paola De Martin, Melinda Nadj Abonji, Bayerischer Rundfunk, Schweizer Radio und Fernsehen, mit Katja Bürkle, Olivia Grigolli, André Jung. (Konzept, Bearbeitung und Regie)
- 2023: Songplay (eine Sekunde für die Wiesel), von Ivana Sajko, Deutschlandfunk, mit Yvon Jansen, Zainab Alsawah, André Jung, Kristof Van Boven. (Bearbeitung und Regie)
- 2023: Kwa Nuru, Kampala International Theatre Festival. (Künstlerische Leitung)
- 2023: Echoes of the Earth: Stories of Climate Action, Kenya International Theatre Festival. (Künstlerische Leitung)
- 2024: Perché il bambino cuoce nella polenta, von Aglaja Veteranyi, RSI / Rete Due, mit Jasmin Mattei. (Bearbeitung und Regie)
- 2024: Sauti Za Boma, Kenya International Theatre Festival. (Künstlerische Leitung)
- 2024: Urwandiko - Letters of Legacy, Ubumuntu Arts Festival, Kigali. (Künstlerische Leitung)

## Nominierungen und Auszeichnungen
- 2001: Nomination Prix Europa Feed Me von Mark Ravenhill.
- 2008: Nomination Hörspielpreis der Kriegsblinden Sowie weitere Verstösse gegen die Weltordnung von Gerhard Meister.
- 2009: Nomination Prix Europa Naturkunde für Altweltaffen von Gerhard Meister.
- 2013: Nomination Hörspielpreis der Kriegsblinden Das sind nicht wir, das ist nur Glas von Ivana Sajko.
- 2013: Nomination Prix Europa In meinem Hals steckt eine Weltkugel von Gerhard Meister.
- 2014: Nomination Grand Prix Nova In meinem Hals steckt eine Weltkugel von Gerhard Meister.
- 2015: Schweizer Theaterpreis Dramenprozessor (mit Stephan Roppel und Peter–Jakob Kelting).[18]
- 2016: Longlist Deutscher Hörbuchpreis Von den Beinen zu kurz von Katja Brunner.[19]
- 2017: Nominierung für den Deutschen Hörbuchpreis in der Kategorie „Bestes Hörspiel“ für Eine Schneise von Händl Klaus.[20]
- 2018: Shortlist Hörspielpreis der Kriegsblinden Geister sind auch nur Menschen von Katja Brunner.[21]
- 2020: Hörspiel des Monats für Die Toten haben zu tun اﻟﻣوﺗﻰ ﻣﺷﻐوﻟون von Mudar Alhaggi, Wael Kadour.[22]
- 2021: Longlist Deutscher Hörbuchpreis Der Platz von Annie Ernaux.[23]
- 2021: Hörspiel des Monats September für Das große Heft von Ágota Kristóf.[24]
- 2022: Hörspiel des Monats Oktober für Welcher Art die Wärme ist von Carmine Andreotti, Paola De Martin, Melinda Nadj Abonji.[25]
- 2023: Nomination Hörspielpreis der Kriegsblinden für Welcher Art die Wärme ist von Carmine Andreotti, Paola De Martin, Melinda Nadj Abonji.
- 2023: Nomination Deutscher Hörspielpreis der ARD 2023 für Welcher Art die Wärme ist von Carmine Andreotti, Paola De Martin, Melinda Nadj Abonji.
- 2023: Shortlist Deutscher Hörspielpreis der ARD 2023 für Songplay (eine Sekunde für die Wiesel) von Ivana Sajko.